# Ronnie Stephenson
Ronnie Stephenson  (* 26. Januar 1937 in Sunderland; † 8. August 2002 in Dundee) war ein britischer Schlagzeuger des Modern Jazz. Insbesondere in den 1960er Jahren war er einer der gefragtesten europäischen Schlagzeuger.

## Leben und Wirkung
Stephenson wollte zunächst Stepptänzer werden, wandte sich dann aber mit vierzehn Jahren dem Schlagzeug zu. Er erhielt Unterricht und spielte zunächst in der Band seines älteren Bruders Bill, dann bei Ray Chester. Mit sechzehn Jahren wechselte er in die Begleitband von Lita Roza. Zwischen 1955 und 1957 leistete er seinen Wehrdienst in der Royal Signals Band ab. Dann arbeitete er bei Don Smith, bevor er sich 1958 Ian Carr und dessen Bruder Mike anschloss und in der rasch bekannt werdenden EmCee Five spielte. 1960 vermittelte ihm Kenny Clare seinen Posten im Orchester von John Dankworth. Ab 1963 gehörte er zur Combo von Stan Tracey, mit der er auch amerikanische Gastsolisten wie Stan Getz, Sonny Rollins, Zoot Sims, Wes Montgomery und Ella Fitzgerald im Ronnie Scott’s Jazz Club begleitete. Auch spielte er beim NDR mit Montgomery, Hans Koller und Martial Solal. Daneben war er als Studiomusiker erfolgreich. Mit seinem Kollegen Kenny Clare spielte er 1966 das Album Drum Spectacular ein. Dann arbeitete er mit Tubby Hayes, Ronnie Scott (mit dem er auch in den Vereinigten Staaten auftrat) und wieder mit Dankworth. Nach einer Tournee mit Tom Jones durch Deutschland bot ihm 1969 Kurt Edelhagen einen Platz in seinem Orchester an. Nach drei Jahren bei Edelhagen in Köln spielte er ab 1972 in Berlin in der Bigband von Paul Kuhn, ebenso bei Berry Lipman und seiner Band im Kölner Cornet-Studio, ging daneben aber auch mit Quincy Jones auf Tournee. 1981 wechselte er ins Orchester des Theater des Westens, wo er mit Rolf Kühn arbeitete und bis 1995 blieb; daneben trat er im Trio mit Heinz von Hermann auf. An der Hochschule der Künste lehrte er von 1990 bis 1993. Auf ärztlichen Rat gab er 1995 das Spielen auf und wandte sich dem Golfspiel zu. Ferner spielte Stephenson eine ganze Reihe von Aufnahmen mit Eugen Cicero (p) und Johann Anton Rettenbacher (b) ein.
Er arbeitete auch mit Roland Kirk, Gerry Mulligan, Sonny Stitt, Barney Kessel, Benny Goodman, Nelson Riddle, Mel Tormé, Cleo Laine, Peter Herbolzheimer, Hans Rettenbacher, Ronaldo Folegatti und Werner Twardy.

## Diskographische Hinweise
- 1958: Stan Getz and the Big Band of Europe
- 1964: Paul Gonsalves Boom-Jackie-Boom-Chick -
- 1964: Ronnie Scott und Sonny Stitt The Night Has A Thousand Eyes
- 1965: Stan Tracey Quartet with Benny Golson Three Little Words
- 1965: Wes Montgomery: The NDR Hamburg Studio Recordings (ed. 2021)
- 1966: Kenny Clare & Ronnie Stephenson  Drum Spectacular
- 1967: Stan Tracey Quartet With Love from Jazz
- 1968: Ronnie Ross Cleopatra's Needle
- 1978: Rolf Ericson/Johnny Griffin Sincerely Ours